# Guerrera M-1965

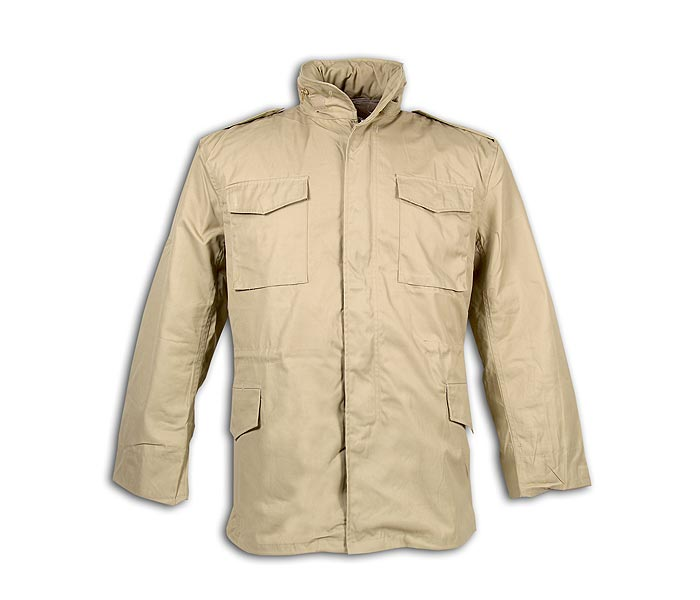
Guerrera M-1965 en beige.

La guerrera M-1965 (también chaqueta, cazadora, campera, chamarra, zamarra, chupa, de campaña o militar) del inglés M-1965 field jacket, conocida como chaqueta M65, es una prenda de vestir diseñada por el Ejército de los Estados Unidos en la década de 1960. Fue introducida al servicio por el ejército estadounidense para reemplazar a la guerrera de campaña M-1951, la que a su vez había sustituido a la cazadora M-1943, empleada durante la Segunda Guerra Mundial.
La guerrera de campaña M-65 fue ampliamente usada por las tropas estadounidenses durante la Guerra de Vietnam, en la que la chamarra fue empleada en la zona montañosa central de Vietnam del Sur, en donde protegía contra el frío que sucede a las lluvias monzonales.
Originalmente fue introducida en color verde oliva militar y actualmente es producida en una variedad de colores y tipos de camuflaje, incluyendo el tipo boscoso, camuflaje chocolate chip, tiger stripes, negro, azul marino, camuflaje universal, entre otros. En la parte frontal se encuentran dos bolsillos laterales a la altura de la cintura y dos bolsillos a la altura del pecho. La chaqueta cuenta en la parte posterior del cuello con un cierre que alberga una capucha protectora contra la lluvia o el viento. Además del cierre metálico al frente, dispone de botones de presión.

## En la cultura popular
La guerrera M65 ha sido vestida por:
- Linda Cardellini en la serie Freaks and Geeks.
- Robert De Niro como Travis Bickle en la película Taxi Driver.
- Trent Reznor en el video musical de la canción "I'm Afraid of Americans", de David Bowie.
- Lynn "Red" Williams como Jax en la película Mortal Kombat: Annihilation.
- Adam Baldwin como Ricky Linderman en la película My Bodyguard.
- Mickey Rourke como Stanley White en la película Year of the Dragon.
- Scott Patterson como Luke Danes en la serie Gilmore Girls.
- Jensen Ackles como Dean Winchester en la serie Supernatural.
- Paddy Considine como Richard en la película Dead Man's Shoes.
- Sylvester Stallone como John Rambo en la película First Blood (Rambo/Acorralado).
- Arnold Schwarzenegger como el Terminator T-800 en la película The Terminator.
- Bryan Cranston como Walter White en la serie de televisión Breaking Bad.
- Aaron Paul como Jesse Pinkman en la serie de televisión Breaking Bad.
- Michael J. Fox como Ray Casanov en la película The Hard Way, 1991
- Mazdak Mirabedini como Alborz en la película Ekbatan.
- Götz George interpretando al comisario Horst Schimanski de Duisburg, Alemania, en la serie de televisión alemana Tatort (Escena del crimen).
- Osama bin Laden, quien utilizó en distintas ocasiones una M-65.
- Al Pacino como Frank Serpico en la película Serpico.
- Leo Ramírez en su viaje alrededor de Europa en 1996-97
- Paul Watson, durante algunas de las campañas de la Sea Shepherd Conservation Society.
- Tim Robbins como Jacob Singer en Jacob's Ladder.
- James Sunderland en el videojuego de terror Silent Hill 2.
- Lincoln Clay en el videojuego de acción y aventura Mafia III.
- Mike Munroe en el videojuego de terror Until Dawn
- Christian Slater como Clarence Worley en la película True Romance.